# Panyola
Panyola es un pueblo ubicado en el distrito de Fehérgyarmat, en el condado de Szabolcs-Szatmár-Bereg, Hungría.

## Superficie
Posee una superficie de 12,20 kilómetros cuadrados.

## Demografía
Hasta 2023 la población era de 485 habitantes, con una densidad de población de 39.75 habitantes por kilómetro cuadrado.